# 库维略德尔坎波
库维略德尔坎波，是西班牙卡斯蒂利亚-莱昂布尔戈斯省的一个市镇。总面积14平方公里，总人口80人（2001年），人口密度6人/平方公里。